# Codi ATC J02
El  codi ATC J02, descrit com Antimicòtics per a ús sistèmic, és una subgrup terapèutic de l'Anatomical, Therapeutic, Chemical Classification System (ATC). La classificació ATC és un sistema de codis alfanumèric desenvolupat per l'Organització Mundial de la Salut (OMS) per als fàrmacs i altres productes sanitaris. El subgrup J02 és part del grup anatòmic J Antiinfecciosos en general per a ús sistèmic.

Els codis per a ús veterinari (codis ATCvet) poden han estat creats afegint la lletra Q davant dels codis ATC humans: QJ02... 
Les adaptacions estatals de la classificació ATC poden incloure codis addicionals no presents en aquesta llista, que segueix la versió de l'OMS.

## J02A Antimicòtics per a ús sistèmic
- J02AA Antibiòtics
  - J02AA01 Amfotericina B
  - J02AA02 Hachimicina
- J02AB Derivats imidazòlics
- J02AC Derivats triazòlics
- J02AX Altres antimicòtics per a ús sistèmic